# 妙發靈機
妙發靈機（日语：ピクシーナイト），是日本純種競賽馬匹。生涯活躍於短途賽事，曾於2021年以3歲馬身份力克年長馬匹奪得短途馬錦標冠軍，然而受到同年12月的香港短途錦標的墮馬事故影響下，於生涯後期未有任何重大突破。

## 出賽前
2018年5月14日出生於北海道安平町北部牧場，成長途中於一口馬主俱樂部Silk Racing Co. Ltd.進行馬主募集。
其後交由栗東訓練中心練馬師音無秀孝訓練。

## 競賽生涯

### 2歲
2020年9月26日出戰中京競馬場2歲新馬戰，比賽初段於中團位置推進下保持穩定節奏，進入直路後展現優秀的加速成功衝出，最終以1/2馬位優勢取得冠軍。
其後出戰一捷馬戰秋明菊賞，然而於比賽初段留閘，最終後上不及之下僅以第三完賽。

### 3歲
2021年以新山紀念作爲年度首戰，賽前獲得第四人氣。比賽開始後，其因順利起步而搶佔領放的位置帶領馬群，並於進入直路後仍然維持速度繼續衝刺，最終於其一放到底下拉開後方的靈感莊園1 1/4馬位取得首個分級賽冠軍。
其後以NHK一哩賽爲目標出戰前哨戰雅靈頓盃，儘管其於比賽初段繼續選擇領放戰術帶出並拉開對手，但仍然於直路上因稍爲力弱而被好森林、勇猛機師及守望巴魯超越，最終以第四完賽。
5月9日按照計劃出戰NHK一哩賽，其於比賽途中第三度選擇領放戰術，然而進入直路後因體力不支急劇失速，最終不斷被其他對手追過下以第十二大敗。
進入夏季後出戰CBC賞，比賽途中重拾居中戰術於約莫第七的位置推進，進入直路後其一度爆發出不俗的速度，可惜仍然和前方的初勁有一段距離下未能超越對手，最終以1/2馬位差距憾負。
短暫放草於9月出戰人馬錦標，繼續採取居中戰術下於直路衝出，但再度後上不及下以頸位敗於拉丁城市取得第二。
10月3日出戰短途馬錦標，賽前僅落後於野田重擊及拉丁城市取得第三人氣。比賽開始後，前方由魔族閃焰帶出，妙發靈機選擇較爲積極的戰術於先頭位置推進，而拉丁城市及野田重擊則處於其稍爲後方的位置。進入直路後，於魔族閃焰逐漸失速下，先頭部隊紛紛開始加速，而妙發靈機此時亦以凌厲的姿態衝出並和拉丁城市展開一番纏鬥。直路中段，處於明顯優勢的妙發靈機率先透出，其後逐步拉開後方距離下保持優勢，最終拉開對手2馬位取得首個一級賽冠軍，不但成爲繼2007年真弓快車後再一匹勝出短途馬錦標的3歲馬，亦達成四代一級賽制霸的偉業。
贏得短途馬錦標後，陣營安排其遠征香港出戰香港短途錦標。比賽開始後，其保持穩定的姿態於中團位置追走，然而通過最後彎道進入直路時候，前方的君達星突然失足並將鞍上騎師希威森拋下，妙發靈機此時因收避不及，和錶之未來及肥仔叻叻一同被捲入落馬意外之中，隨即被判比賽中止。賽後陣營並未即時被發現有受傷的跡象，然而隨着時間推移其左前膝及右大腿開始有腫脹發生，於醫療團隊進行詳細的X光檢查後確認爲左邊前腳橈骨側邊的手根骨剝離性骨折。
12月22日回國後其被送往栗東訓練中心接受手術移除碎骨及打入螺絲固定骨折部位。手術完成後其進入長期休養，並跳過整個4歲生涯。

### 5歲
進入2023年，由於其於上年度接受治療後恢復進度良好，於7月經已可以於跑步機進行跑動，因而陣營於1月28安排其返回馬房訓練。
恢復訓練後原定2月26日於阪急盃復出，但最終未能成行下陣營決定安排其直走高松宮紀念。由於本次比賽前其主戰騎師福永祐一經已掛靴，因而戶崎圭太被安排爲新一任主戰騎師。比賽開始後，其選擇於中團靠後位置展開追走，然而於直路未能衝出下沉沒於馬群之中，最終以第十三大敗。
5月13日出戰京王盃春季盃，雖然比賽途中成功搶佔位置於先頭部隊推進，但於直路稍微失速下僅以第八完賽。
放草後於9月出戰人馬錦標，比賽初段選擇於中團位置逐步推進，進入直路後嘗試抽出外檔加速，然而未能爆發速度之下被其他對手壓制，最終僅跑出第八的戰績。
其後按照計劃出戰短途馬錦標，比賽初段於中團約莫第八的位置追走，雖然於直路上成功在外檔位置望空，但逐漸力弱下無法追上先行集團，最終以第八完賽。
12月出戰阪神盃，比賽開始後隨即搶佔位置跟隨領放馬極級必勝推進，然而於直路上未能保持速度，最終大幅失速之下以尾三第十五大敗。
完賽後陣營考慮其復出後的的表現及身體狀態，決定安排其退役，並於12月27日取消日本中央競馬會的賽駒註冊。

### 詳細賽績
| 日期       | 舉辦國家/地區 | 馬場 | 距離   | 級別 | 賽事名稱     | 負重 | 騎師     | 馬號 | 出馬 | 名次     | 時間     | 頭馬（二馬）  |
| ---------- | ------------- | ---- | ------ | ---- | ------------ | ---- | -------- | ---- | ---- | -------- | -------- | ------------- |
| 26/9/2020  | 日本          | 中京 | 草1400 |      | 2歲新馬      | 54   | 福永祐一 | 8    | 11   | 1        | 1:23.4   | （Air Shrub） |
| 23/11/2020 | 日本          | 阪神 | 草1400 |      | 秋明菊賞     | 55   | 福永祐一 | 3    | 11   | 3        | 1:21.7   | 志承於藍      |
| 10/1/2021  | 日本          | 中京 | 草1600 | GIII | 新山紀念     | 56   | 福永祐一 | 12   | 15   | 1        | 1:33.3   | （靈感莊園）  |
| 17/4/2021  | 日本          | 阪神 | 草1600 | GIII | 雅靈頓盃     | 56   | 福永祐一 | 8    | 18   | 4        | 1:34.6   | 好森林        |
| 9/5/2021   | 日本          | 東京 | 草1600 | GI   | NHK一哩賽    | 57   | 福永祐一 | 18   | 18   | 12       | 1:32.9   | 速度大師      |
| 4/7/2021   | 日本          | 小倉 | 草1200 | GIII | CBC賞        | 53   | 福永祐一 | 11   | 13   | 2        | 1:06.1   | 初勁          |
| 12/9/2021  | 日本          | 中京 | 草1200 | GII  | 人馬錦標     | 54   | 福永祐一 | 15   | 17   | 2        | 1:07.2   | 拉丁城市      |
| 3/10/2021  | 日本          | 中山 | 草1200 | GI   | 短途馬錦標   | 55   | 福永祐一 | 4    | 16   | 1        | 1:07.1   | （拉丁城市）  |
| 12/12/2021 | 香港          | 沙田 | 草1200 | GI   | 香港短途錦標 | 57   | 福永祐一 | 2    | 12   | 比賽中止 | 比賽中止 | 顯心星        |
| 26/3/2023  | 日本          | 中京 | 草1200 | GI   | 高松宮紀念   | 58   | 戶崎圭太 | 11   | 18   | 13       | 1:12.9   | 初勁          |
| 13/5/2023  | 日本          | 東京 | 草1400 | GII  | 京王盃春季盃 | 58   | 戶崎圭太 | 9    | 18   | 8        | 1:20.7   | 赤夢          |
| 10/9/2023  | 日本          | 東京 | 草1400 | GII  | 人馬錦標     | 58   | 戶崎圭太 | 10   | 15   | 8        | 1:07.7   | 竹園飛劍      |
| 1/10/2023  | 日本          | 中山 | 草1200 | GI   | 短途馬錦標   | 58   | 戶崎圭太 | 3    | 16   | 8        | 1:08.6   | 大海女神      |
| 23/12/2023 | 日本          | 阪神 | 草1400 | GII  | 阪神盃       | 58   | 毛振鵬   | 6    | 17   | 15       | 1:20.2   | 出奇致勝      |

## 退役後
退役後，妙發靈機成爲了配種馬，於北海道日高町育馬者Stallion Station休養，在2024年進行配種，首批子嗣將於2025年出生。首批子嗣可於2027年出賽。

## 血統簡介
父系滿樂時爲日本賽駒，生涯戰績彪炳，於一哩及中距離賽均有表現，曾勝出香港一哩錦標、香港盃及秋季天皇賞等六項一級賽。祖父銀幕英雄亦爲日本賽駒，生涯戰績不俗，曾勝出一級賽日本盃。
母系Pixie Hollow爲日本賽駒，生涯戰績不佳僅勝出三場賽事。外祖父帝皇光輝爲日本賽駒，生涯戰績優秀，曾勝出高松宮紀念，被譽爲98黃金世代之一。

### 血統表
| 父線：雷弼圖系（Hail to Reason系）                               |                               |                 |                 |
| 種馬 滿樂時 2011年（棗色）                                       | 銀幕英雄 2004年（栗色）       | 草上飛          | Silver Hawk     |
| 種馬 滿樂時 2011年（棗色）                                       | 銀幕英雄 2004年（栗色）       | 草上飛          | Ameriflora      |
| 種馬 滿樂時 2011年（棗色）                                       | 銀幕英雄 2004年（栗色）       | Running Heroine | 週日寧靜        |
| 種馬 滿樂時 2011年（棗色）                                       | 銀幕英雄 2004年（栗色）       | Running Heroine | Dyna Actress    |
| 種馬 滿樂時 2011年（棗色）                                       | Mejiro Frances 2001年（棗色） | 嘉年傑          | 鞍匠井          |
| 種馬 滿樂時 2011年（棗色）                                       | Mejiro Frances 2001年（棗色） | 嘉年傑          | Detroit         |
| 種馬 滿樂時 2011年（棗色）                                       | Mejiro Frances 2001年（棗色） | Mejiro Monterey | Mogami          |
| 種馬 滿樂時 2011年（棗色）                                       | Mejiro Frances 2001年（棗色） | Mejiro Monterey | Mejiro Quincey  |
| 繁殖雌馬 Pixie Hollow 2010年（棗色）                             | 帝皇光輝 1995年（棗色）       | 勇舞            | 利法爾          |
| 繁殖雌馬 Pixie Hollow 2010年（棗色）                             | 帝皇光輝 1995年（棗色）       | 勇舞            | Navajo Princess |
| 繁殖雌馬 Pixie Hollow 2010年（棗色）                             | 帝皇光輝 1995年（棗色）       | Goodbye Halo    | Halo            |
| 繁殖雌馬 Pixie Hollow 2010年（棗色）                             | 帝皇光輝 1995年（棗色）       | Goodbye Halo    | Pound Foolish   |
| 繁殖雌馬 Pixie Hollow 2010年（棗色）                             | Rhein Regina 2002年（栗色）   | 櫻花進王        | Sakura Yutaka O |
| 繁殖雌馬 Pixie Hollow 2010年（棗色）                             | Rhein Regina 2002年（栗色）   | 櫻花進王        | Sakura Hagoromo |
| 繁殖雌馬 Pixie Hollow 2010年（棗色）                             | Rhein Regina 2002年（栗色）   | Shinko Angel    | Ogygian         |
| 繁殖雌馬 Pixie Hollow 2010年（棗色）                             | Rhein Regina 2002年（栗色）   | Shinko Angel    | A Kiss for Luck |
| 雌系：號族：3-d                                                  |                               |                 |                 |
| 五代內近親交配：Halo 5×4、利法爾 5×4、北地舞人 5×5、北方風味 5×5 |                               |                 |                 |

## 命名由來
名字中，Pixie（ピクシー）是英國民間傳說中的小精靈皮克西，繼承自母系Pixie Hollow的名字，Knight（ナイト）就是騎士的意思，香港則結合兩部分，翻譯為「妙發靈機」。

## 外部連結
- 妙發靈機 netkeiba.com （页面存档备份，存于）
- 血統表 （页面存档备份，存于）